# Dendrobium bullenianum
Dendrobium bullenianum (возможные русские названия: Дендробиум Буллена, или Дендробиум булленианум) — вид многолетних трявянистых растений семейства Орхидные, или Ятрышниковые (Orchidaceae).

## Этимология
Назван в честь английского коллекционера орхидей Буллена (Bullen), у которого этот вид впервые зацвёл в Европе.
Вид не имеет устоявшегося русского названия, в русскоязычных источниках обычно используется научное название Dendrobium bullenianum.

## Биологическое описание
Симподиальное растение средних размеров.
Образует множество прямых или свисающих покрытых листьями побегов, длиной от 25 до 60 см, толщиной 0,5 см.
Листья имеют форму удлинённого овала, всегда растут парой, на кончиках раздваиваются, в длину могут достигать от 6 до 14 см, к моменту цветения опадают.
Соцветие почти шаровидное, несёт 20—36 плотно расположенных цветков.
Цветок 1,9 см. Сепалии и петалии жёлтого, оранжевого, сернистого или красноватого цвета с продольными полосками более темного оттенка от основания к центру.
Губа в форме лопатки, длиной 1,7 см, а шириной 0,5 см, у основания имеет шпору.
Хромосомы: 2n = 38.

## Ареал, экологические особенности
Западное Самоа и Филиппины.
Эпифит. Вечнозелёные леса на высотах от 0 до 1000 метров над уровнем моря.
Относительная влажность воздуха: 80—85 % в течение всего года.
Осадки: от 178 мм в марте до 581 мм в декабре.
Средняя температура воздуха (день/ночь), летом 32—33 °С / 24 °C, зимой 28—30 °C / 22—23 °C.
Период цветения: почти круглый год, за исключением января, апреля и сентября, пик цветения в июле.
Относится к числу охраняемых видов (II приложение CITES).

## В культуре
Средняя летняя температура воздуха днем 32—33 °C, ночью около 24 °C. Зимой 28—30 °C днем и 22—23 °C ночью. По данным некоторых цветоводов Dendrobium bullenianum способен переносить понижение ночных температур до 12 °C.
Свет: 25000—35000 люкс.
Посадка на блок (при наличии возможности ежедневного полива) или в корзинку для эпифитов с сосновой корой средней и крупной фракции. Субстрат не должен препятствовать движению воздуха.
Ярко выраженного периода покоя не имеет. В зимнее время полив немного сокращают. Частота полива в период вегетации должна быть подобрана таким образом, чтобы субстрат внутри горшка успевал почти полностью просохнуть, но не успел высохнуть полностью.
Относительная влажность воздуха 60—80 %.
Сбалансированное удобрения следует применять каждую неделю или каждые 2 недели в течение всего года.